# Gran Premi di automobilismo 1948
La Stagione di Formula 1 1948 è la terza edizione dei Gran Premi dopo la Seconda Guerra Mondiale, la prima con la nuova denominazione di Formula 1. Non essendo un campionato, ma una stagione suddivisa in Gran Premi, non vi è una classifica con punteggi assegnati ai piloti.

## Piloti e Scuderie
Riassuntivamente all'inizio della stagione 1948, i team si presentarono così:
- l'Alfa Romeo schiera, all'inizio della stagione, l'ormai vecchio Jean Pierre Wimille insieme ad Achille Varzi, sostituito dal giovane ma talentuoso Alberto Ascari al Gran Premio di Francia dopo l'incidente mortale avvenuto al Bremgarten durante le prove del Gran Premio di Svizzera. Altri piloti a guidare l'Alfa furono Carlo Felice Trossi e Consalvo Sanesi.
- la Maserati continua a portare le sue vetture con varie scuderie tra cui la Scuderia Ambrosiana di Franco Cortese con i suoi due piloti riconfermati, Luigi Villoresi ed Alberto Ascari. Quest'ultimo parteciperà con l'Alfa Romeo al Gran Premio di Francia dove verrà sostituito dall'ormai ritirato Tazio Nuvolari.
- la Talbot-Lago e la SFACS Ecurie France continuano il loro binomio di cooperazione, portando delle nuova Talbot-Lago T26C per Louis Chiron e per tutta la compagine francese (con l'aggiunta di Gianfranco Comotti e Leslie Johnson), a parte Eugène Chaboud che continua con la vecchia Delahaye modificata dallo stesso francese e che chiamerà anche "Chaboud .", utilizzando un motore di una Delahaye 175.
- la E.R.A. schiera ancora una volta le sue vecchie B-Type e le rinate E-Type guidate da vari piloti inglesi dell'epoca tra cui Reg Parnell.
- la Ferrari con il francese Raymond Sommer inizia il suo primo anno nelle corse che tornano dopo più di 10 anni dall'ultima volta che si è visto un cavallino rampante su una livrea di un'auto. Al Circuito del Valentino con lo stesso Sommer, Farina e Prince Bira, debutterà la prima monoposto del Drake, la Ferrari 125GP poi chiamata "Ferrari 125F1".
- il pilota svizzero Enrico Platè continua il suo approccio con il Circus con i suoi piloti "Toulo" de Graffenried e Nello Pagani, poi sostituito quest'ultimo prima da Christian Kautz e poi da Prince Bira per concentrarsi di più sulle corse motociclistiche.
- la Simca guidata dall'italiano Amedèe Gordini porta per la prima volta le nuove T15 sovra-alimentate guidate in certi casi da Jean-Pierre Wimille, come nel Gran Premio di Monaco e da Robert Manzon.

## Gran Premi della Stagione

### Grandi Gran Premi
| Nome                         | Circuito    | Data        | Pole position       | Giro Veloce         | Pilota Vincitore    | Squadra Vincitrice | Resoconto |
| ---------------------------- | ----------- | ----------- | ------------------- | ------------------- | ------------------- | ------------------ | --------- |
| Gran Premio di Monaco        | Monaco      | 16 maggio   | Giuseppe Farina     | Giuseppe Farina     | Giuseppe Farina     | Maserati           | Resoconto |
| Gran Premio di Svizzera      | Bremgarten  | 4 luglio    | Jean-Pierre Wimille | Jean-Pierre Wimille | Carlo Felice Trossi | Alfa Romeo         | Resoconto |
| Gran Premio di Francia       | Reims       | 18 luglio   | Jean-Pierre Wimille | Jean-Pierre Wimille | Jean-Pierre Wimille | Alfa Romeo         | Resoconto |
| Gran Premio d'Italia         | Torino      | 5 settembre | Jean-Pierre Wimille | Jean-Pierre Wimille | Jean-Pierre Wimille | Alfa Romeo         | Resoconto |
| Gran Premio di Gran Bretagna | Silverstone | 2 ottobre   | Louis Chiron        | Luigi Villoresi     | Luigi Villoresi     | Maserati           | Resoconto |

### Altri Gran Premi
| Nome                                  | Circuito        | Data         | Pilota Vincitore      | Squadra Vincitrice | Resoconto |
| ------------------------------------- | --------------- | ------------ | --------------------- | ------------------ | --------- |
| IX Grand Prix Automobile de Pau       | Pau             | 29 marzo     | Nello Pagani          | Maserati           | Resoconto |
| II Jersey Road Race                   | St Helier       | 29 aprile    | Bob Gerard            | ERA                | Resoconto |
| II Gran Premio delle Nazioni          | Ginevra         | 2 maggio     | Giuseppe Farina       | Maserati           | Resoconto |
| X British Empire Trophy               | Douglas         | 25 maggio    | Geoff Ansell          | ERA                | Resoconto |
| II Gran Premio di Parigi              | Linas-Montlhéry | 30 maggio    | Yves Giraud-Cabantous | Talbot-Lago-Talbot | Resoconto |
| III Gran Premio di San Remo           | San Remo        | 27 giugno    | Alberto Ascari        | Maserati           | Resoconto |
| Gran Premio di Zandvoort              | Zandvoort       | 7 agosto     | B. Bira               | Maserati           | Resoconto |
| XIV Grand Prix du Comminges           | Saint-Gaudens   | 8 agosto     | Luigi Villoresi       | Maserati           | Resoconto |
| Gran Premio della Svizzera Orientale  | Erlen           | 8 agosto     | Toulo de Graffenried  | Maserati           | Resoconto |
| X Grand Prix de l'Albigeois           | Albi            | 29 agosto    | Luigi Villoresi       | Maserati           | Resoconto |
| Goodwood Trophy                       | Goodwood        | 18 settembre | Reg Parnell           | Maserati           | Resoconto |
| IV Gran Premio di Salon               | Linas-Montlhéry | 10 ottobre   | Louis Rosier          | Talbot-Lago-Talbot | Resoconto |
| I Gran Premio dell'Autodromo di Monza | Monza           | 17 ottobre   | Jean-Pierre Wimille   | Alfa Romeo         | Resoconto |
| Circuito del Garda                    | Salò            | 24 ottobre   | Giuseppe Farina       | Ferrari            | Resoconto |
| IX Gran Premio di Penya Rhin          | Pedralbes       | 31 ottobre   | Luigi Villoresi       | Maserati           | Resoconto |